# Пузырь, Соломинка и Лапоть
«Пузырь, Соломинка и Лапоть» — русская народная сказка, записанная фольклористом Александром Афанасьевым. Сказка представлена под номерами 87 и 88 (записана в Пермской губернии) в первом томе его сборника «Народные русские сказки».
Печаталась в сборниках русских сказок и в виде аудиосказок.
Это одна из самых коротких, но весьма поучительных русских народных сказок, текст которой приводится полностью:

Жили-были пузырь, соломина и лапоть; пошли они в лес дрова рубить, дошли до реки, не знают: как через реку перейти? Лапоть говорит пузырю:
— Пузырь, давай на тебе переплывём!
— Нет, лапоть, пусть лучше соломинка перетянется с берега на берег, а мы перейдём по ней.
Соломинка перетянулась; лапоть пошёл по ней, она и переломилась. Лапоть упал в воду, а пузырь хохотал, хохотал, да и лопнул!

Короткая сказка содержит в себе немалую мудрость: прислушиваться к советам, рассчитывать свои силы и осуждает насмешливость.
С незначительными изменениями в орфографии и синтаксисе она была пересказана Алексеем Толстым.

## Экранизация
- По мотивам этой сказки в 1959 году был создан рисованный мультипликационный фильм «Три дровосека».